# Lista de universidades estaduais do Brasil
Abaixo está a lista das 43 universidades estaduais do Brasil.

## Região Centro-Oeste (4)

### Distrito Federal
- Universidade do Distrito Federal Jorge Amaury (UnDF)

### Goiás
- Universidade Estadual de Goiás (UEG)

### Mato Grosso
- Universidade do Estado de Mato Grosso (UNEMAT)

### Mato Grosso do Sul
- Universidade Estadual de Mato Grosso do Sul (UEMS)

## Região Nordeste (15)

### Alagoas
- Universidade Estadual de Alagoas (UNEAL)
- Universidade Estadual de Ciências da Saúde de Alagoas (UNCISAL)

### Bahia
- Universidade do Estado da Bahia ([UNEB])
- Universidade Estadual de Feira de Santana ([UEFS])
- Universidade Estadual de Santa Cruz ([UESC])
- Universidade Estadual do Sudoeste da Bahia ([UESB])

### Ceará
- Universidade Estadual do Ceará (UECE)
- Universidade Estadual Vale do Acaraú (UVA)
- Universidade Regional do Cariri (URCA)

### Maranhão
- Universidade Estadual do Maranhão (UEMA)
- Universidade Estadual da Região Tocantina do Maranhão (UEMASUL) [1]

### Paraíba
- Universidade Estadual da Paraíba (UEPB)

### Pernambuco
- Universidade de Pernambuco (UPE)

### Piauí
- Universidade Estadual do Piauí (UESPI)

### Rio Grande do Norte
- Universidade do Estado do Rio Grande do Norte (UERN)

### Sergipe
- Não possui universidade estadual.

## Região Norte (5)

### Acre
- Não possui universidade estadual.

### Amapá
- Universidade Estadual do Amapá (UEAP)

### Amazonas
- Universidade do Estado do Amazonas (UEA)

### Pará
- Universidade do Estado do Pará (UEPA)

### Rondônia
- Não possui universidade estadual.

### Roraima
- Universidade Estadual de Roraima (UERR)

### Tocantins
- Universidade do Tocantins (UNITINS)

## Região Sudeste (10 universidades) (4 Faculdades)

### Espírito Santo (1 universidade e 1 faculdade)
- Faculdade de Música do Espírito Santo "Maurício de Oliveira" (FAMES)
- Universidade Aberta Capixaba (UnAC)

### Minas Gerais (2)
- Universidade do Estado de Minas Gerais (UEMG)
- Universidade Estadual de Montes Claros (UNIMONTES)

### Rio de Janeiro[2](3)
- Universidade do Estado do Rio de Janeiro (UERJ) [2]
- Universidade Estadual da Zona Oeste (UEZO)
- Universidade Estadual do Norte Fluminense Darcy Ribeiro (UENF)

### São Paulo (4 universidades e 3 faculdades)
- Universidade de São Paulo (USP)
- Universidade Estadual de Campinas (UNICAMP)
- Universidade Estadual Paulista "Júlio de Mesquita Filho" (UNESP)
- Universidade Virtual do Estado de São Paulo (UNIVESP)
- Faculdade de Medicina de Marília (FAMEMA)
- Faculdade de Medicina de São José do Rio Preto (FAMERP)
- Faculdade de Tecnologia de São Paulo (FATEC)

## Região Sul (9)

### Paraná[3](7)
- Universidade Estadual de Maringá (UEM) [3] – fundada em 1969.
- Universidade Estadual de Ponta Grossa (UEPG) [3] – fundada em 1969.
- Universidade Estadual de Londrina (UEL) [3] – fundada em 1970.
- Universidade Estadual do Oeste do Paraná (UNIOESTE) [3] – fundada em 1987.
- Universidade Estadual do Centro-Oeste (UNICENTRO) [3] – fundada em 1990.
- Universidade Estadual do Paraná (UNESPAR) [3] – fundada em 2001.
- Universidade Estadual do Norte do Paraná (UENP) [3] – fundada em 2006.

### Rio Grande do Sul (1)
- Universidade Estadual do Rio Grande do Sul (UERGS)

### Santa Catarina (1)
- Universidade do Estado de Santa Catarina (UDESC)

## Ranking de Universidades Estaduais por Estados
| Quantidade de Universidades | Estados |
| --------------------------- | --- |
| 7                           | Paraná |
| 4                           | Bahia, São Paulo |
| 3                           | Ceará, Rio de Janeiro |
| 2                           | Alagoas, Maranhão, Minas Gerais |
| 1                           | Amapá, Amazonas, Distrito Federal, Espírito Santo, Goiás, Mato Grosso, Mato Grosso do Sul, Pará, Paraíba, Pernambuco, Piauí, Rio Grande do Norte, Rio Grande do Sul, Roraima, Santa Catarina, Tocantins |
| 0                           | Acre, Rondônia, Sergipe |

As melhores universidades estaduais do Brasil, levando-se em consideração os diversos Rankings e sua alternâncias ano a ano. Avaliando cada instituição de ensino superior no país, além dos cursos, levando em consideração aspectos como: o ensino, campos de pesquisa, a presença de alunos e ex-alunos no mercado de trabalho, inovação e internacionalização são:
- Universidade de São Paulo (USP)
- Universidade Estadual de Campinas (UNICAMP)
- Universidade Estadual Paulista "Júlio de Mesquita Filho" (UNESP)
- Universidade do Estado do Rio de Janeiro (UERJ) [2]
- Universidade Estadual de Londrina (UEL) [3]
- Universidade Estadual de Maringá (UEM) [3]

## Ranking de Universidades Estaduais por Regiões
| Quantidade de Universidades | Regiões                              |
| --------------------------- | ------------------------------------ |
| 15                          | Nordeste                             |
| 9                           | Sudeste                              |
| 9                           | Sul                                  |
| 5                           | Norte                                |
| 4                           | Centro-Oeste                         |
| Total                       | 42 universidades estaduais no Brasil |